# Kikowo (województwo zachodniopomorskie)
Kikowo (niem. Kieckow) – wieś sołecka w Polsce położona w województwie zachodniopomorskim, w powiecie białogardzkim, w gminie Tychowo. Według danych UM na dzień 31 grudnia 2014 roku wieś miała 195 stałych mieszkańców.
W skład sołectwa wchodzi jeszcze wieś Krosinko.

## Położenie
Wieś leży w odległości ok. 6 km na południe od Tychowa, między Krosinkiem a miejscowością Wielanowo.
W latach 1975–1998 wieś należała do woj. koszalińskiego. 

## Historia
Pierwsza wzmianka o Kikowie pochodzi z roku 1477, gdzie wymieniane jest jako majątek szlachecki. Właścicielem majątku była rodzina von Kleist (Kleszcze), który to pozostał w rękach tej rodziny aż do roku 1945, z wyjątkiem końca XVIII wieku, kiedy majątek należał krótko do Gustawa Ludwika Zygmunta von Petersdorf. W XVIII wieku rzeka Liśnica napędzała młyn wodny. Po wyrębie lasu i początkach kultywowania bagna i łąk rzeka zgubiła swoją poruszającą siłę i młyn wodny musiał zostać zastąpiony przez wiatrak. W 1849–1850 powstał, dzięki energicznemu wsparciu małej gromady pomocników, sierociniec, który od imienia założycielki - małżonki Fryderyka Wilhelma IV dostał nazwę "Elisabeth". Dom został otwarty 31 października 1850 roku, gdy zamieszkali tam pierwsi trzej chłopcy. Przyjmowane były tam sieroty i moralnie zagrożeni chłopcy w wieku od sześciu do czternastu lat. Do końca roku 1926 znalazło tutaj dom 727 chłopców. W 1856 roku wieś liczyła 256 mieszkańców, znajdowało się tu 18 domów mieszkalnych i 26 budynków gospodarskich. Liczba mieszkańców w 1939 r. wzrosła do 448 osób w 88 gospodarstwach. Ostatnim właścicielem Kikowa był Jürgen Hans von Kleist-Retzow.

## Legenda o zaczarowanej księżnej
Koło Kikowa znajduje się staw, o którym mówi się, że mieszka w nim zaczarowana księżniczka. Każdego roku w dzień Świętego Jana opuszcza go ona, aby uprać swoje ubranie lub przespacerować się wokół brzegu. Podobno szczęściarze mogą ją zobaczyć. Ponieważ jest bardzo piękna, żaden człowiek nie może się jej oprzeć. Ona skinie, chwyta go za rękę, a on idzie za nią. Kto wejdzie z nią do stawu - nigdy nie wraca.

## Zabytki

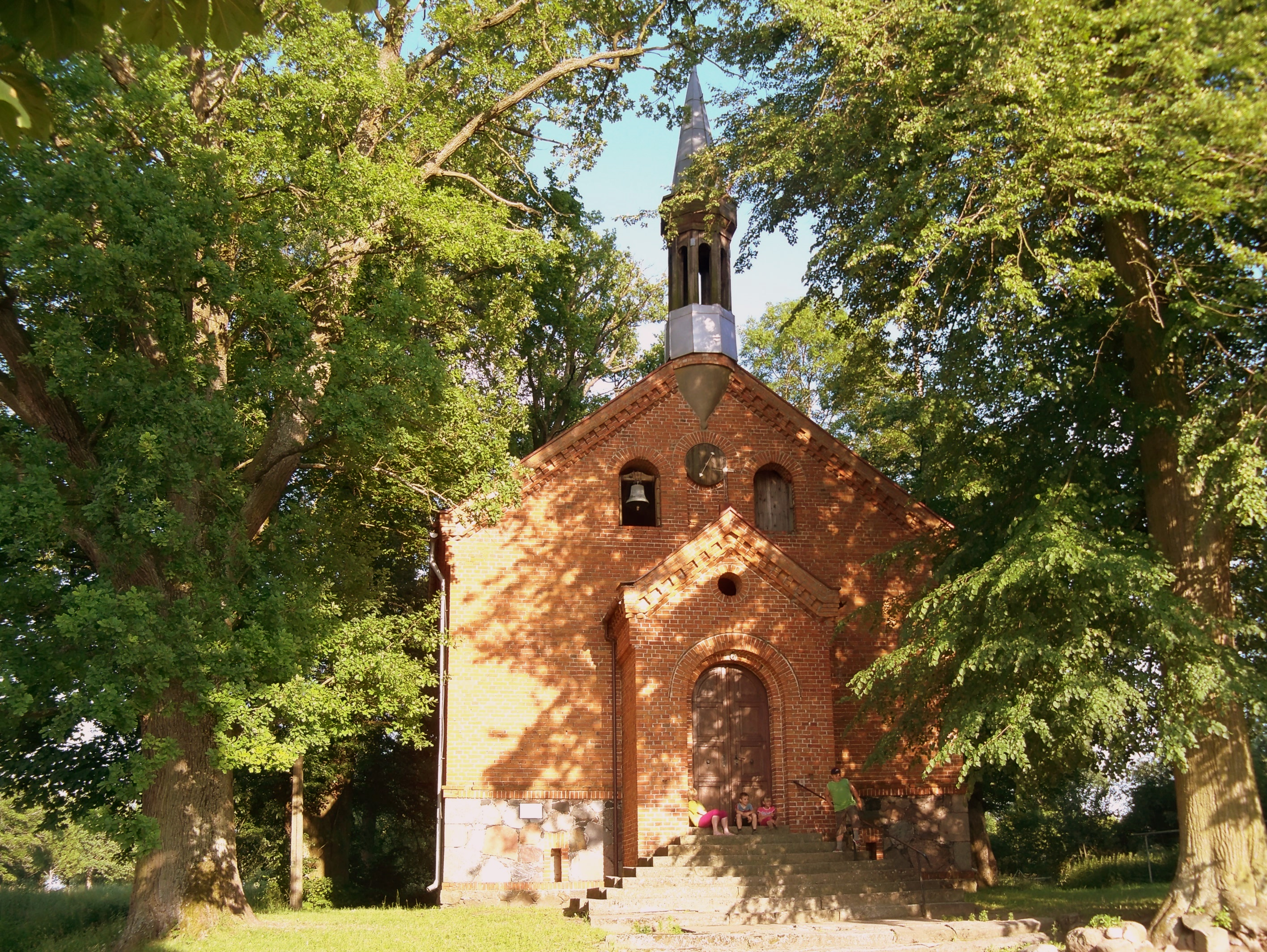
Kościół pw. Podwyższenia Krzyża

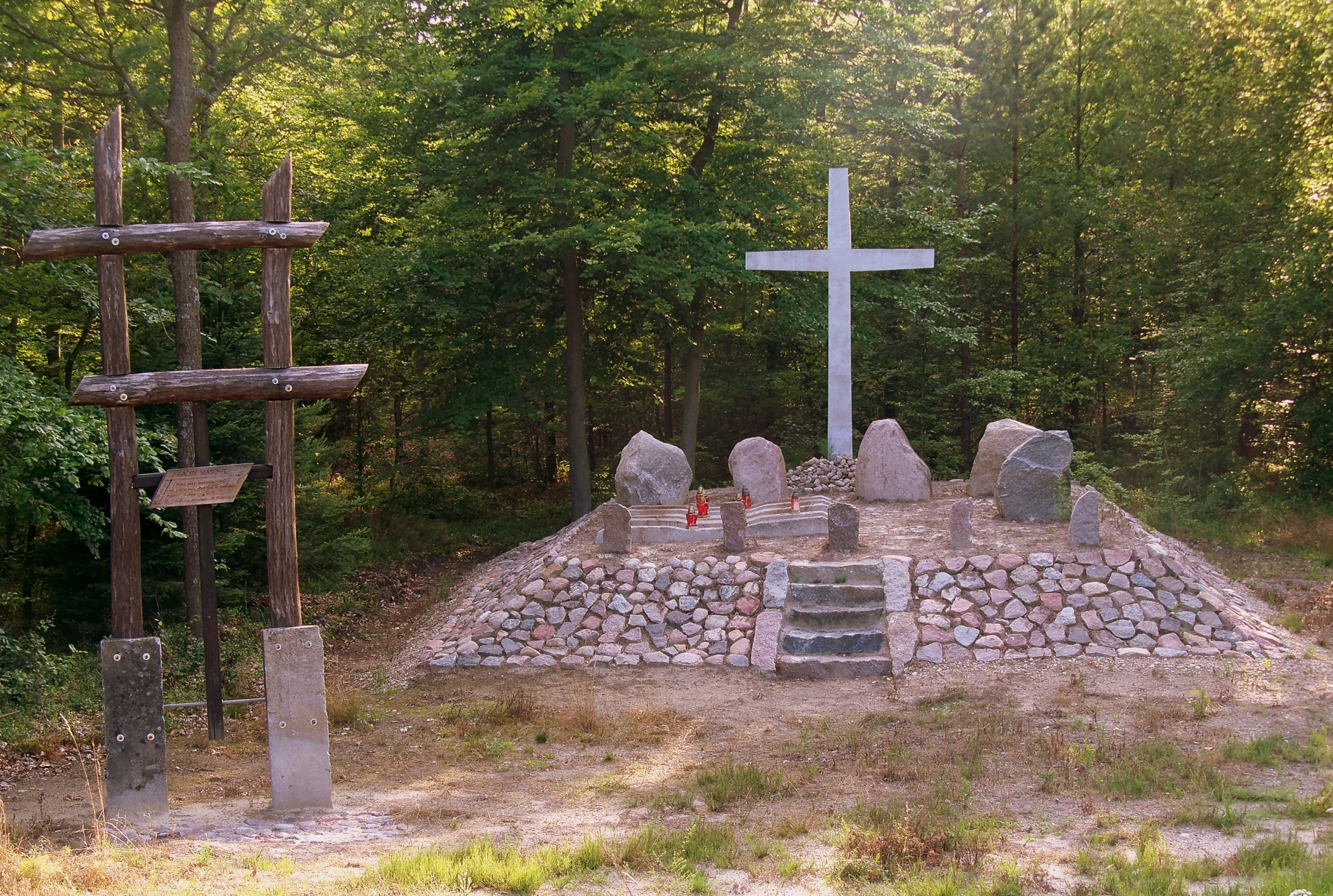
Groby budowniczych kolei

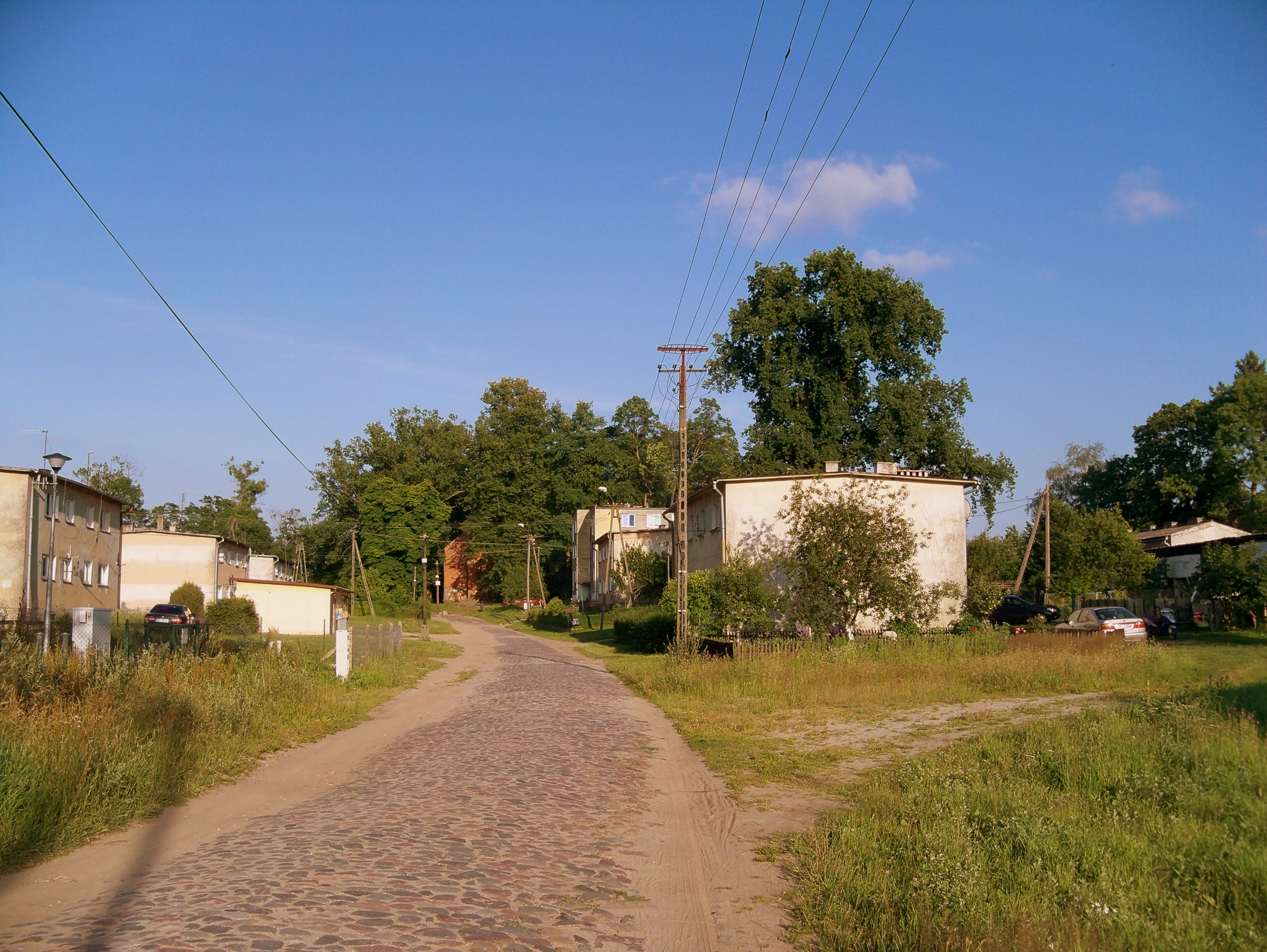
Zabudowania wsi

Do wojewódzkiego rejestru zabytków wpisane są:
- kaplica-mauzoleum rodziny von Kleist, obecnie kościół rzymskokatolicki filialna pod wezwaniem Podwyższenia Krzyża Świętego, z 1847 roku, neoromański z cegły i granitu, z 1847 roku, nr rej. 1245 z 21 grudnia 1994 r. Kościół filialny, rzymskokatolicki, należący do parafii pw. MB Wspomożenia Wiernych w Tychowie, dekanatu Białogard, diecezji koszalińsko-kołobrzeskiej, metropolii szczecińsko-kamieńskiej. Kościół murowany, jednonawowy z półkolistą absydą i z niewielką wieżą poniżej której znajdował się mechanizm zegarowy. We wnętrzu znajdują się m.in. czterogłosowe organy, zbudowane przez duńskiego organmistrza Emila Nielsena[6]. Kościół posiada podziemne krypty grobowe obecnie puste. Za kościołem znajdował się cmentarz zlikwidowany w 1999 r. Obecnie znajduje się tam symboliczna mogiła pochowanych mieszkańców Kikowa. Po lewej stronie portalu wejściowego do kościoła znajduje się tablica pamiątkowa w języku polskim i niemieckim na cześć działalności pastora Dietricha Bonhoeffera, który niezłomnie stał przeciw Hitlerowi i za to został powieszony przez niemieckich narodowych socjalistów pod koniec wojny. W kościele tym wielokrotnie wygłaszał kazania za protekcją właściciela Kikowa Hansa Jürgena von Kleist-Retzow.

inne zabytki:
- pałac z połowy XIX wieku, do którego prowadzi środkiem podwórza aleja lipowa. Na wschód i północ od pałacu rozciąga się park krajobrazowy z bardzo czytelnym układem. Budynek parterowy z mieszkalnym poddaszem, przykryty dachem mansardowym. Z zabytkowych budynków gospodarczych zachowały się dwie niewielkie murowane budowle w bezpośrednim sąsiedztwie pałacu.
- symboliczny cmentarz założony w pierwszej połowie XX wieku, uformowany w kształcie koła, obsadzony okazałymi dębami, który upamiętnia żołnierzy, mieszkańców Kikowa i Krosinka, poległych na frontach I wojny światowej. W środku obelisk otoczony przez osiem wspaniałych dębów – połączonych ze sobą jednym pniem, znajduje się przed wjazdem do wsi od zachodniej strony
- zbiorowa mogiła pracowników (Serbów, Bułgarów i Polaków) zatrudnionych przy budowie szlaku kolejowego Kołobrzeg - Poznań, którzy zmarli podczas wielkiej epidemii cholery w 1895 r., znajduje się ok. 2 km na północny wschód, przed leśnym przejazdem kolejowo-drogowym.

## Osoby urodzone i związane z miejscowością
- Hans Hugo von Kleist-Retzow - (ur. 1814, zm. 1892) - pruski nadprezydent, tutaj również umiera
- Ruth von Kleist-Retzow - (ur. 1867, zm. 1945) - członkini Kościoła Wyznającego (Bekennende Kirche), zmarła 2 października 1945 r. w Kikowie.

## Komunikacja
W miejscowości nie ma przystanku komunikacji autobusowej.